# Santa María, Chapa de Mota
Santa María är ett samhälle i Mexiko, tillhörande kommunen Chapa de Mota i delstaten Mexiko, i den centrala delen av landet. Orten hade 1 111 invånare vid folkräkningen 2010.